# Central (departamento)
Central é um departamento do Paraguai. Sua capital é a cidade de Areguá. Trata-se do departamento número 11 dos 17 que conformam o país, é o menor departamento mas o mais povoado representando ao 35% da população do país, o de melhores níveis sociais e infra-estrutura e o que concentra mais de 56% das indústrias do país.

## História
O Departamento Central, reconhecido como Comarca Asuncena, foi a região mais antigamente povoada do país.
Um dos principais nomes das fundações dos distritos do departamento foi Domingo Martínez de Irala, que fundou os distritos de Itá e Areguá, a capital. O distrito de Luque formou-se a partir de uma vila espanhola. Os distritos de Villeta e Tapuá, hoje denominada Mariano Roque Alonso, foram fundadas com o objetivo de estabelecer fortes militares para a defesa.
Outras cidades como Capiatá e Itauguá foram se desenvolvendo entorno de centros religiosos. As cidades que fazem parte do departamento se localizam uma próxima da outra devido aos constantes ataques indígenas, que não permitiram uma maior penetração no território. Posteriormente se formaram os distritos de Guarambaré, Ypané e Ñemby.
As cidades de Nueva Itália e Villa Elisa que se nasceram a partir de colônias agrícolas já nos séculos XIX e XX, com a população originária  de imigrantes. Em 1985, foi criado o último distrito do departamento, denominado Saldívar, ficando constituída de forma definitiva a divisão política do departamento.

## Geografia

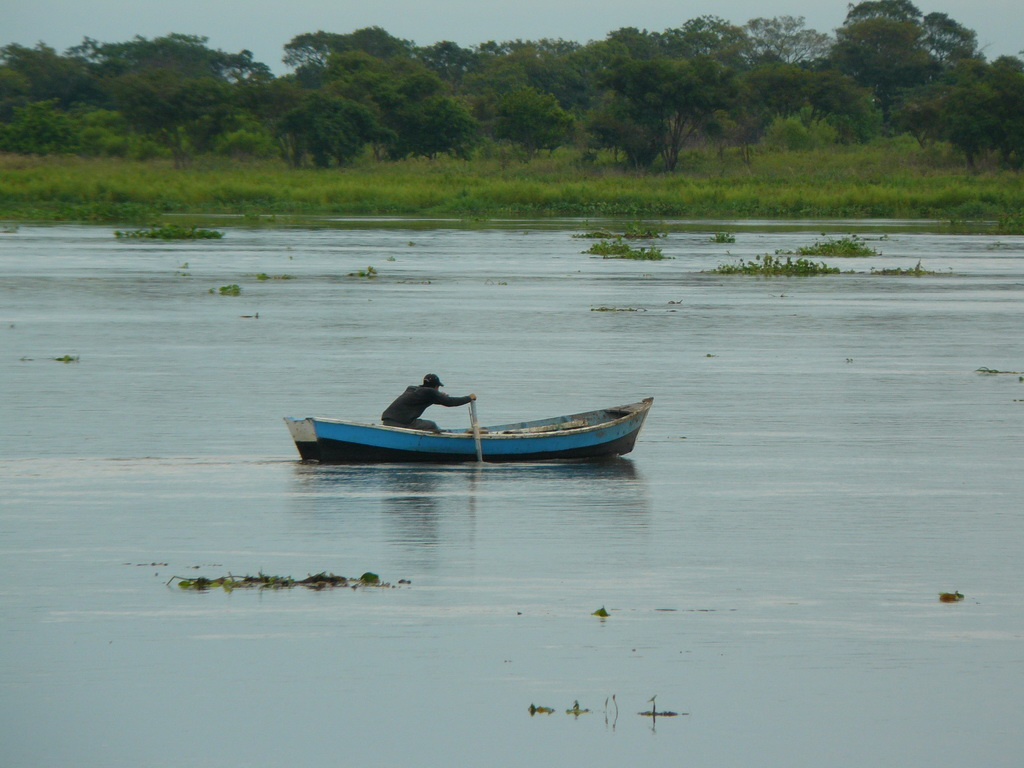
Orla do Rio Paraguai.

### Clima
No verão, as máximas podem chegar aos 40 °C, e no inverno, cair até 0 °C. A média anual é de 22 °C. O índice de precipitação anual gira entorno de 4000 mm. O período mais chuvoso vai de janeiro e abril, sendo os meses mais secos de junho a agosto.

### Hidrografia
O departamento é banhado pelo Rio Paraguai e seus afluentes, dentre os principais o Rio Salado, que deságua no Lago Ypacaraí e o Arroio Ytororó. Há nesta região alguns lagos, como o Ypacaraí, o Ypoá e a Lagoa Cabral.

### Localização
O departamento está localizado no oeste da região oriental do Paraguai. Rodeia a capital, Assunção, sendo que esta não está inclusa em nenhum departamento. Limita-se ao norte com os departamentos de Presidente Hayes e Cordillera, a sul com o Departamento de Ñeembucú, a leste com o Departamento de Paraguarí, e a oeste com a cidade de Assunção e a Argentina, separada pelo Rio Paraguai.

## Subdivisões
O departamento está dividido em 19 distritos:
| Distrito                | Área | População (2011) | Fernando de la Mora Luque Limpio Capiatá Mariano R. Alonso Lambaré San Lorenzo Villa Elisa Ypacaraí Itauguá Areguá Ypané J. A. Saldívar Guarambaré Ñemby San Antonio Villeta Nueva Italia Itá |
| ----------------------- | ---- | ---------------- | --- |
| Areguá                  | 114  | 75.391           | Fernando de la Mora Luque Limpio Capiatá Mariano R. Alonso Lambaré San Lorenzo Villa Elisa Ypacaraí Itauguá Areguá Ypané J. A. Saldívar Guarambaré Ñemby San Antonio Villeta Nueva Italia Itá |
| Capiatá                 | 88   | 232.257          | Fernando de la Mora Luque Limpio Capiatá Mariano R. Alonso Lambaré San Lorenzo Villa Elisa Ypacaraí Itauguá Areguá Ypané J. A. Saldívar Guarambaré Ñemby San Antonio Villeta Nueva Italia Itá |
| Fernando de la Mora     | 20   | 180.753          | Fernando de la Mora Luque Limpio Capiatá Mariano R. Alonso Lambaré San Lorenzo Villa Elisa Ypacaraí Itauguá Areguá Ypané J. A. Saldívar Guarambaré Ñemby San Antonio Villeta Nueva Italia Itá |
| Guarambaré              | 30   | 29.719           | Fernando de la Mora Luque Limpio Capiatá Mariano R. Alonso Lambaré San Lorenzo Villa Elisa Ypacaraí Itauguá Areguá Ypané J. A. Saldívar Guarambaré Ñemby San Antonio Villeta Nueva Italia Itá |
| Itá                     | 182  | 90.101           | Fernando de la Mora Luque Limpio Capiatá Mariano R. Alonso Lambaré San Lorenzo Villa Elisa Ypacaraí Itauguá Areguá Ypané J. A. Saldívar Guarambaré Ñemby San Antonio Villeta Nueva Italia Itá |
| Itauguá                 | 126  | 99.395           | Fernando de la Mora Luque Limpio Capiatá Mariano R. Alonso Lambaré San Lorenzo Villa Elisa Ypacaraí Itauguá Areguá Ypané J. A. Saldívar Guarambaré Ñemby San Antonio Villeta Nueva Italia Itá |
| Julián Augusto Saldívar | 32   | 63.862           | Fernando de la Mora Luque Limpio Capiatá Mariano R. Alonso Lambaré San Lorenzo Villa Elisa Ypacaraí Itauguá Areguá Ypané J. A. Saldívar Guarambaré Ñemby San Antonio Villeta Nueva Italia Itá |
| Lambaré                 | 27   | 190.341          | Fernando de la Mora Luque Limpio Capiatá Mariano R. Alonso Lambaré San Lorenzo Villa Elisa Ypacaraí Itauguá Areguá Ypané J. A. Saldívar Guarambaré Ñemby San Antonio Villeta Nueva Italia Itá |
| Limpio                  | 110  | 97.008           | Fernando de la Mora Luque Limpio Capiatá Mariano R. Alonso Lambaré San Lorenzo Villa Elisa Ypacaraí Itauguá Areguá Ypané J. A. Saldívar Guarambaré Ñemby San Antonio Villeta Nueva Italia Itá |
| Luque                   | 152  | 323.621          | Fernando de la Mora Luque Limpio Capiatá Mariano R. Alonso Lambaré San Lorenzo Villa Elisa Ypacaraí Itauguá Areguá Ypané J. A. Saldívar Guarambaré Ñemby San Antonio Villeta Nueva Italia Itá |
| Mariano Roque Alonso    | 40   | 96.708           | Fernando de la Mora Luque Limpio Capiatá Mariano R. Alonso Lambaré San Lorenzo Villa Elisa Ypacaraí Itauguá Areguá Ypané J. A. Saldívar Guarambaré Ñemby San Antonio Villeta Nueva Italia Itá |
| Ñemby                   | 29   | 96.248           | Fernando de la Mora Luque Limpio Capiatá Mariano R. Alonso Lambaré San Lorenzo Villa Elisa Ypacaraí Itauguá Areguá Ypané J. A. Saldívar Guarambaré Ñemby San Antonio Villeta Nueva Italia Itá |
| Nueva Italia            | 386  | 15.700           | Fernando de la Mora Luque Limpio Capiatá Mariano R. Alonso Lambaré San Lorenzo Villa Elisa Ypacaraí Itauguá Areguá Ypané J. A. Saldívar Guarambaré Ñemby San Antonio Villeta Nueva Italia Itá |
| San Antonio             | 23   | 43.263           | Fernando de la Mora Luque Limpio Capiatá Mariano R. Alonso Lambaré San Lorenzo Villa Elisa Ypacaraí Itauguá Areguá Ypané J. A. Saldívar Guarambaré Ñemby San Antonio Villeta Nueva Italia Itá |
| San Lorenzo             | 56   | 320.018          | Fernando de la Mora Luque Limpio Capiatá Mariano R. Alonso Lambaré San Lorenzo Villa Elisa Ypacaraí Itauguá Areguá Ypané J. A. Saldívar Guarambaré Ñemby San Antonio Villeta Nueva Italia Itá |
| Villa Elisa             | 18   | 77.617           | Fernando de la Mora Luque Limpio Capiatá Mariano R. Alonso Lambaré San Lorenzo Villa Elisa Ypacaraí Itauguá Areguá Ypané J. A. Saldívar Guarambaré Ñemby San Antonio Villeta Nueva Italia Itá |
| Villeta                 | 868  | 40.256           | Fernando de la Mora Luque Limpio Capiatá Mariano R. Alonso Lambaré San Lorenzo Villa Elisa Ypacaraí Itauguá Areguá Ypané J. A. Saldívar Guarambaré Ñemby San Antonio Villeta Nueva Italia Itá |
| Ypacaraí                | 111  | 33.504           | Fernando de la Mora Luque Limpio Capiatá Mariano R. Alonso Lambaré San Lorenzo Villa Elisa Ypacaraí Itauguá Areguá Ypané J. A. Saldívar Guarambaré Ñemby San Antonio Villeta Nueva Italia Itá |
| Ypané                   | 53   | 38.829           | Fernando de la Mora Luque Limpio Capiatá Mariano R. Alonso Lambaré San Lorenzo Villa Elisa Ypacaraí Itauguá Areguá Ypané J. A. Saldívar Guarambaré Ñemby San Antonio Villeta Nueva Italia Itá |

## Economia
O departamento caracteriza-se por possuir uma maior atividade industrial, sendo o principal polo industrial do país. O principal ramo da indústria presente é o alimentício. São encontradas indústrias de menor porte que produzem álcool, calçados, cigarros e tecidos. Por ser densamente povoado e possuir poucas terras para a produção agropecuária, é possível encontrar pequena granjas, culturas de hortaliças e frutas, e pequenos centros produtores de leite e derivados. As principais culturas cultivadas são o tomate, o morango, o abacaxi, a pimenta, a cana de açúcar, o pimentão e o limão.

### Atrativos turísticos

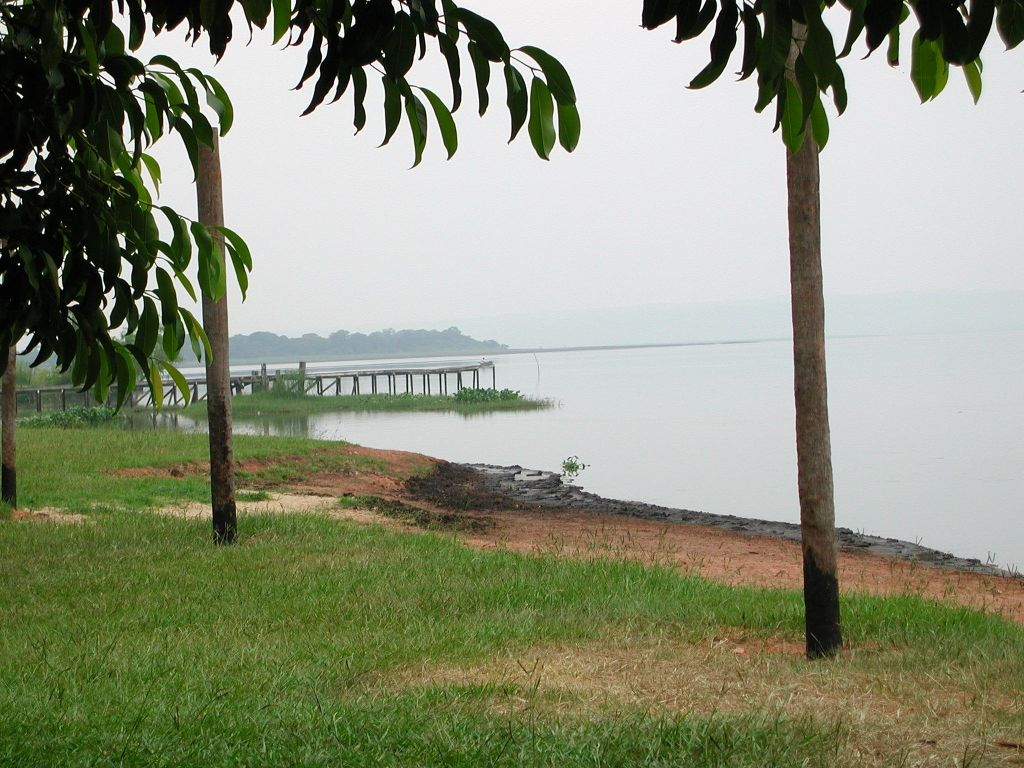
Lago Ypacaraí, vista de Areguá

É um dos principais destinos turísticos do país, sendo lá localizado o Lago Ypacaraí. Tal lago constitui um atrativo natural muito importante para a cidade de Areguá, capital do departamento, está localizada as margens deste lago.
Por ser o centro inicial da colonização, e depois do país, o departamento muitos museus, lugares históricos e centros culturais. Também são encontrados parques e espaços verdes conservados para a prática de esportes ao ar livre. A hotelaria constitui uma importante setor da economia local.

## Infraestrutura

### Educação
Em todo o departamento existem aproximadamente 830 instituições de ensino. Na educação Universitária destaca-se a cidade de San Lorenzo, que, por ser sede de diferentes estabelecimentos universitários, recebeu o nome de Cidade universitária. Ali encontra-se a sede da Universidade Nacional, um dos centros mais importantes do país.

### Mídia
O departamento conta com muitas emissoras de rádio, principalmente em frequência AM. Também conta com vários canais de televisão aberta e serviços de transmissão de sinal por cabo.

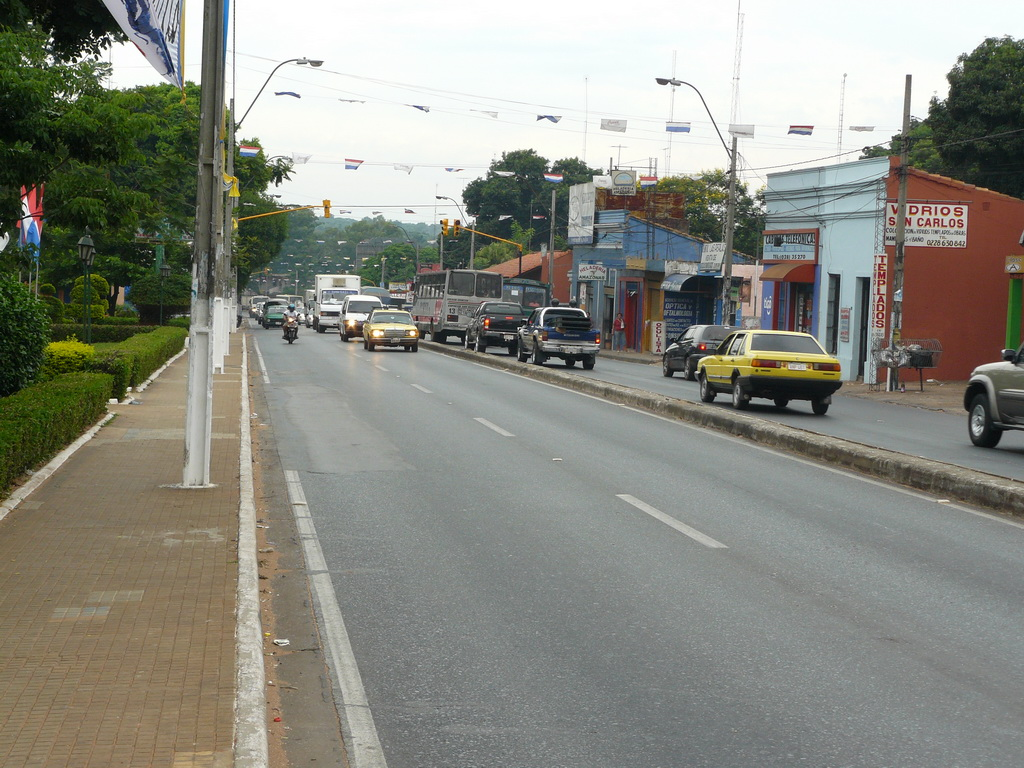
Rota II em Capiatá

### Transportes
Por estar localizado no entorno da capital, o departamento é servido pelas mais importantes rodovias do país. As principais rodovias são a Rota I, que segue até Encarnación, capital do Departamento de Itapúa; a Rota II, que segue até Cidade do Leste, capital do Departamento de Alto Paraná; a Rota III, que segue até o norte do país; a Rota IX, que segue em direção ao Gran Chaco.

As vias fluviais que servem o departamento, passam pelo Rio Paraguai, cujos principais portos são os de Assunção e Villeta. Sua principal instalação aérea é o Aeroporto Internacional Silvio Pettirossi, localizado na cidade de Luque. 